# Palpibidion minimum
Palpibidion minimum là một loài bọ cánh cứng trong họ Cerambycidae.